# Impasse des Craquelins
Pour les articles homonymes, voir Craquelin.
L'impasse des Craquelins  (en alsacien : Am Brettstelle Eck) est une voie sans issue de Strasbourg, rattachée administrativement au quartier Bourse - Esplanade - Krutenau, qui s'ouvre entre le no 63 et le no 65 de la rue de Zurich. 

## Histoire et origine du nom

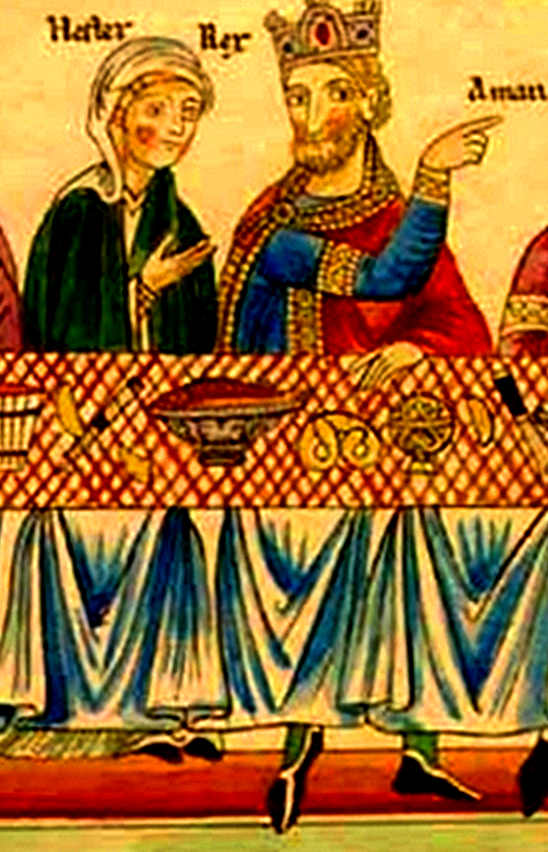
La plus ancienne représentation connue d'un bretzel (Hortus deliciarum, XIIe siècle).

À l'exception de la période révolutionnaire, la voie a toujours conservé un nom lié au thème d'origine, celui d'une sorte de biscuit sec nommé Bretstell en allemand médiéval, Bretzel en alsacien. Parmi les étymologies avancées, la plus commune se rattache au mot latin brachium qui signifie « bras », car sa forme évoque la position de deux bras entrelacés, croisés sur la poitrine.
Ce pain particulier était déjà connu des Romains sous le nom de panis tortus. Au XIIe siècle, il figure également sur l'une des miniatures du Hortus deliciarum.
Le mot a été traduit par « craquelin » en français, même si ce terme peut recouvrir différentes réalités selon les époques et les régions.
À Strasbourg la représentation rudimentaire d'un craquelin est en effet attestée sur l'enceinte fortifiée du XIVe siècle, à l'emplacement de l'actuel angle de la rue de l'Abreuvoir et la rue de Zurich. Mentionnée en 1435, une boulangerie, qui lui faisait face, se donne alors comme enseigne Zum Brettstelleneck.

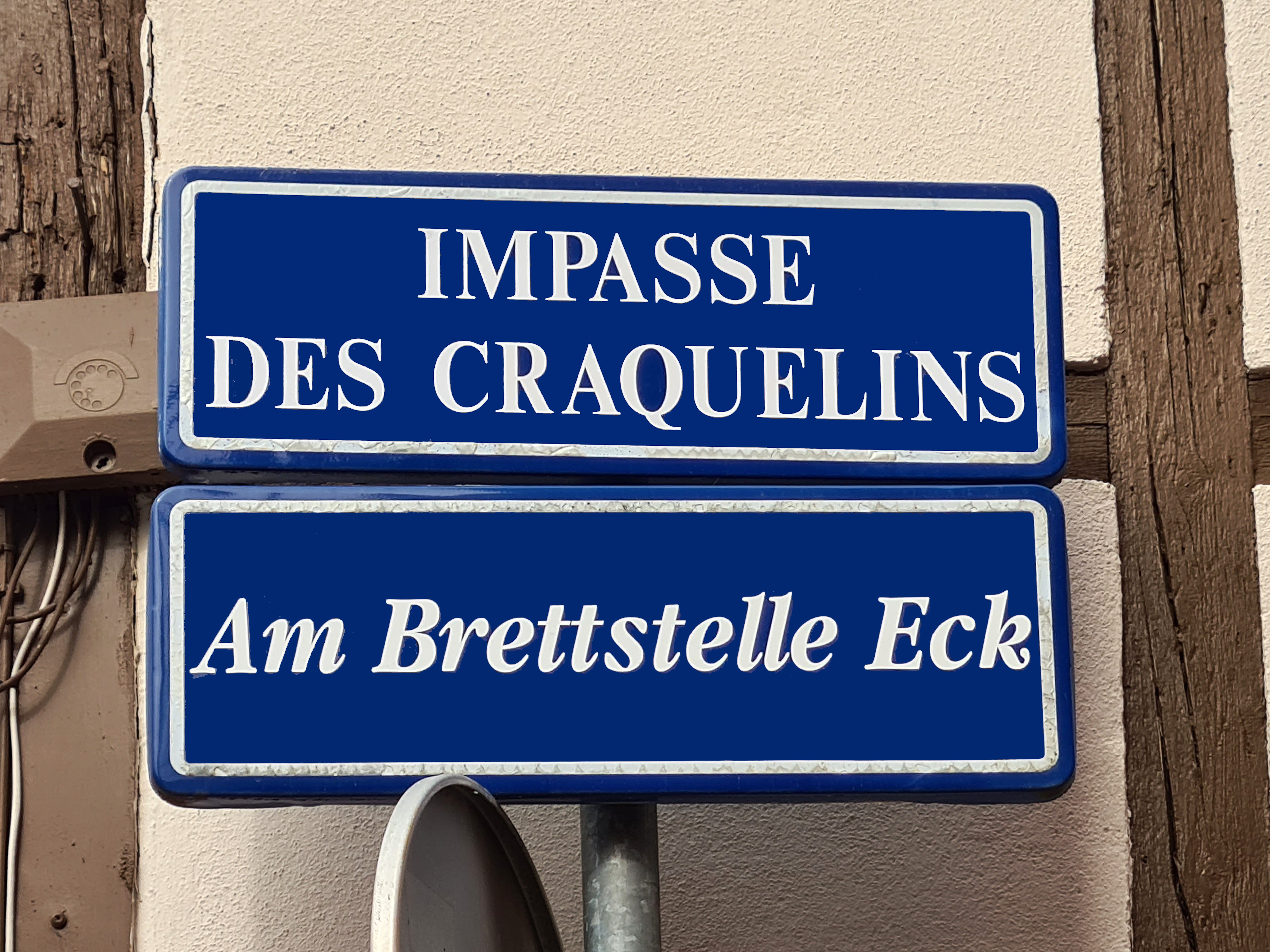
Plaque bilingue, en français et en alsacien.

On relève ainsi les appellations suivantes : Zum Bretstelleneck (1435), Au coin des Craquelins (1786), Au coin de l'Abreuvoir (1793), Bretstellen Eck (1817), impasse des Craquelins (1856, 1918, 1945), Am Brettstelleneck (1872, 1940).
À partir de 1995, des plaques de rues bilingues, à la fois en français et en alsacien, sont mises en place par la municipalité lorsque les noms de rue traditionnels étaient encore en usage dans le parler strasbourgeois. Le nom de l'impasse est ainsi sous-titré Am Brettstelle Eck.

## Bâtiments remarquables
L'entrée de l'impasse depuis la rue de Zurich est encadrée par deux maisons à étages. Celle qui fait le coin avec le no 63 est une maison à colombages ; l'autre, à l'angle avec le no 65, abrite un restaurant, précisément nommé Au Coin des Craquelins

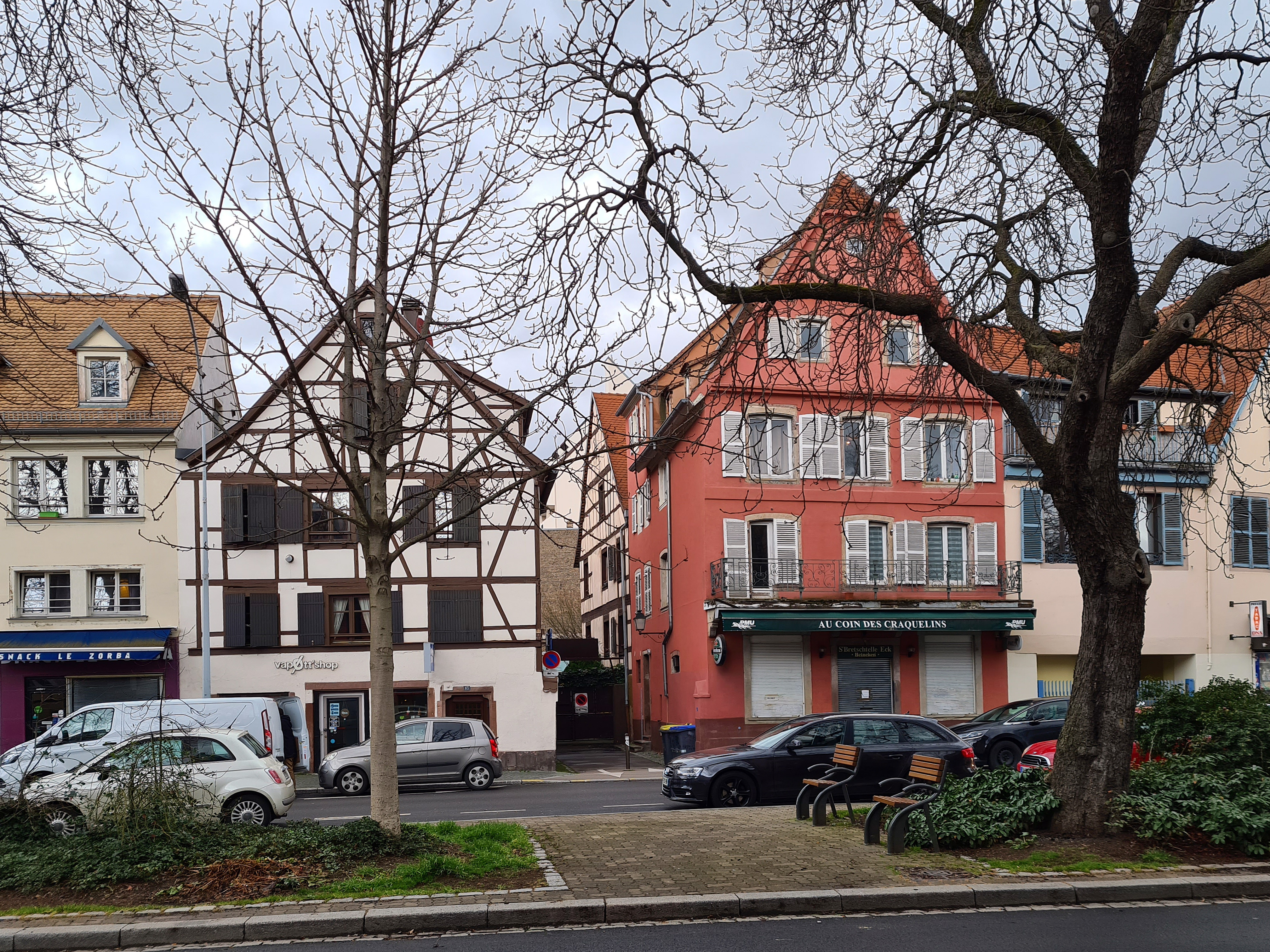
Perspective depuis la rue de Zurich.
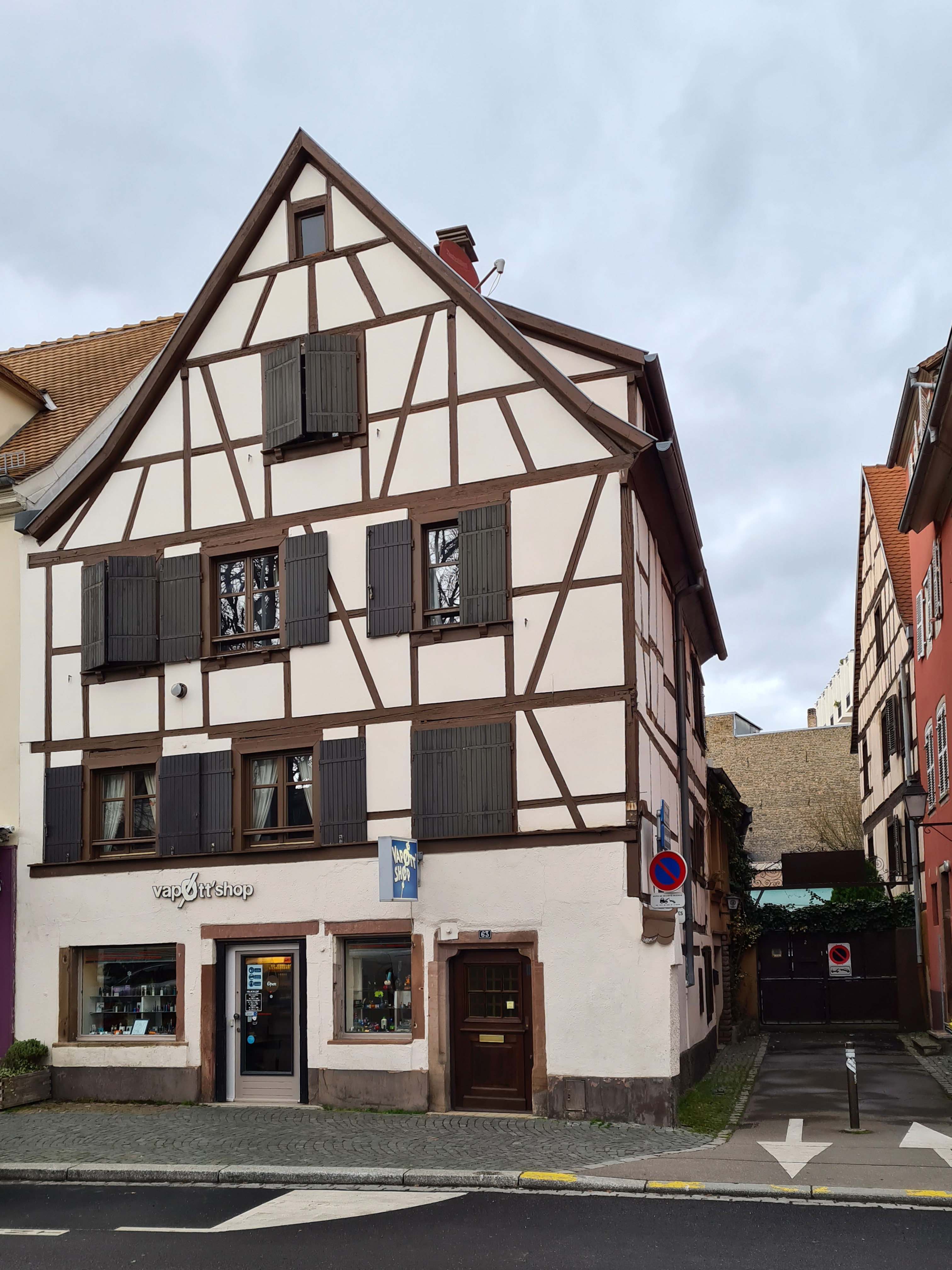
Angle au 63, rue de Zurich.
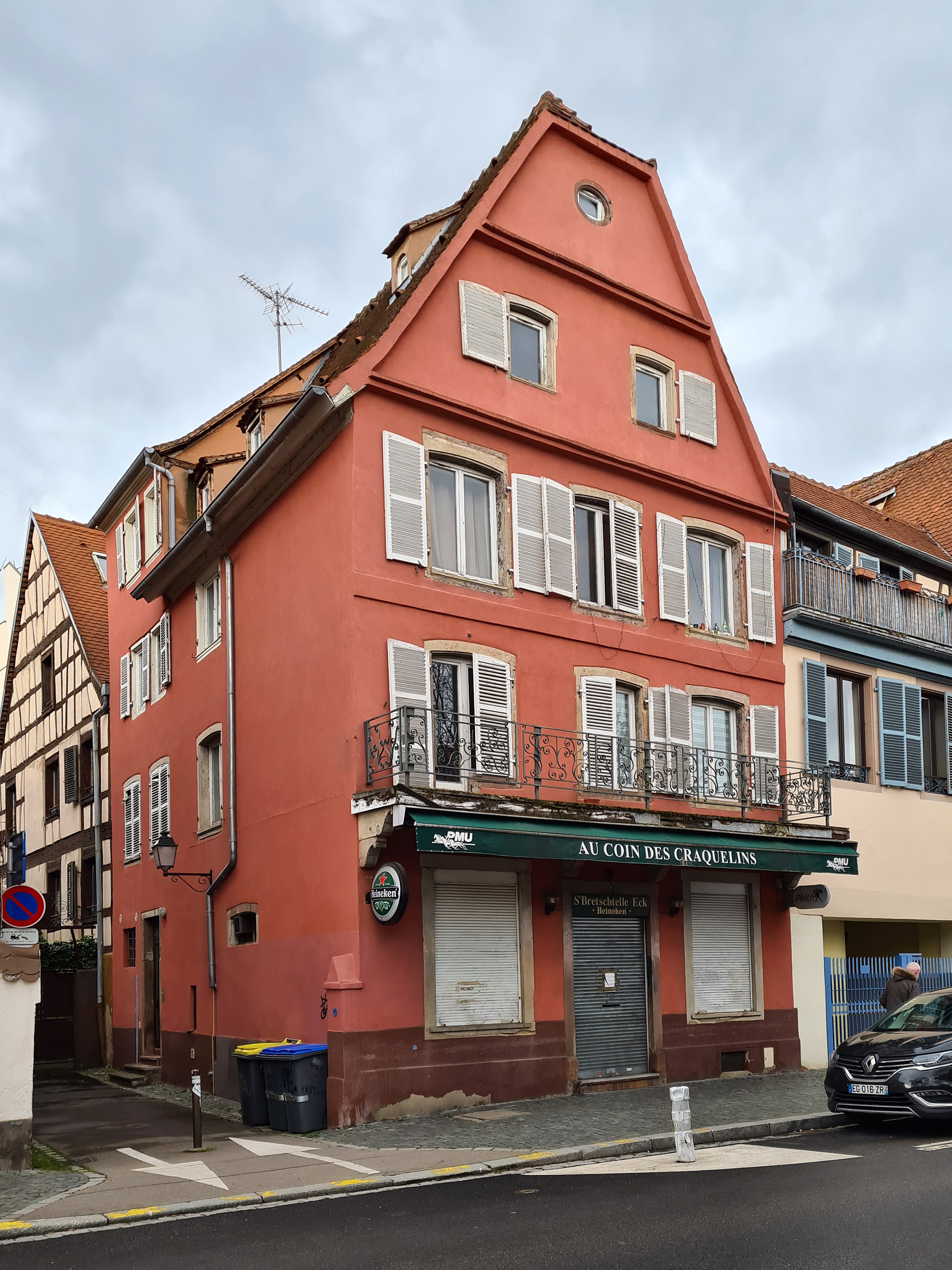
Angle au 65, rue de Zurich.
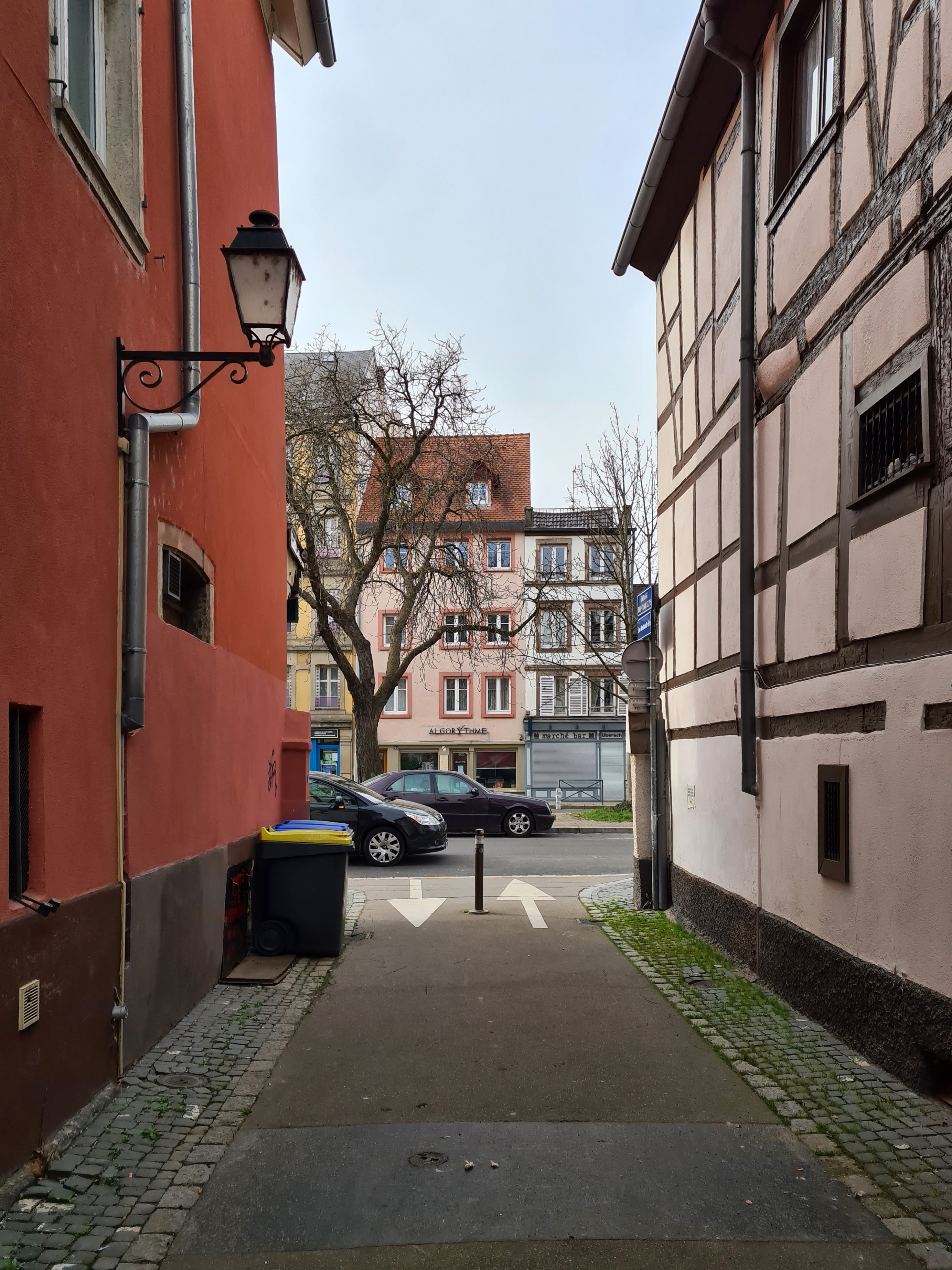
Perspective vers la rue de Zurich.

no 2L'extrémité de l'impasse est fermée par un portail. Au XVIIe siècle la maison est occupée à plusieurs reprises par des bateliers. À la fin du XIXe siècle elle appartient à des marchands de charbon
Quelques photographies réalisées par Lucien Blumer au cours des années 1930 donnent un aperçu des lieux. Des projets de transformation sont abandonnés au moment de la  restructuration du quartier dans les années 1960.

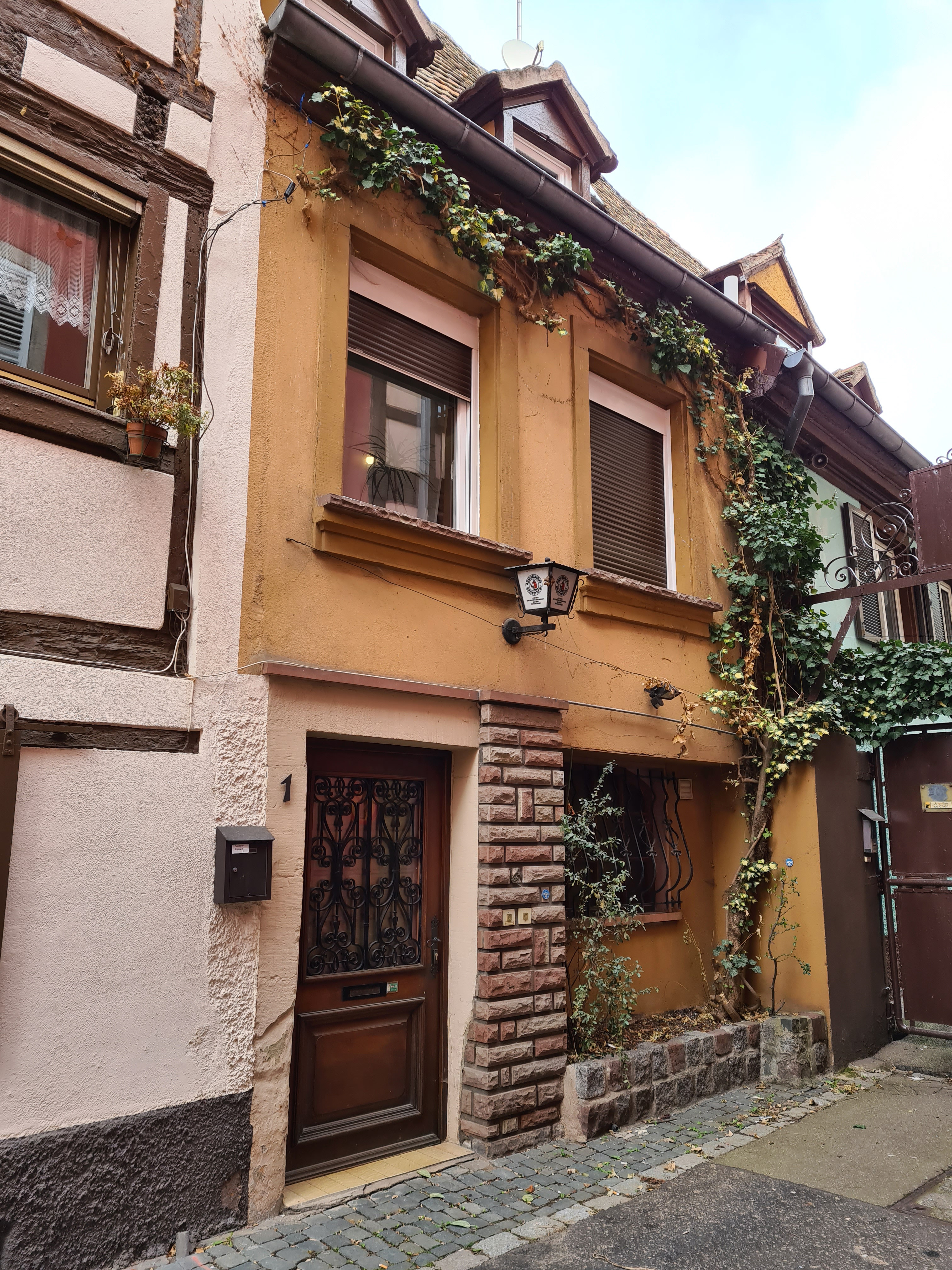
Le no 1, remanié.
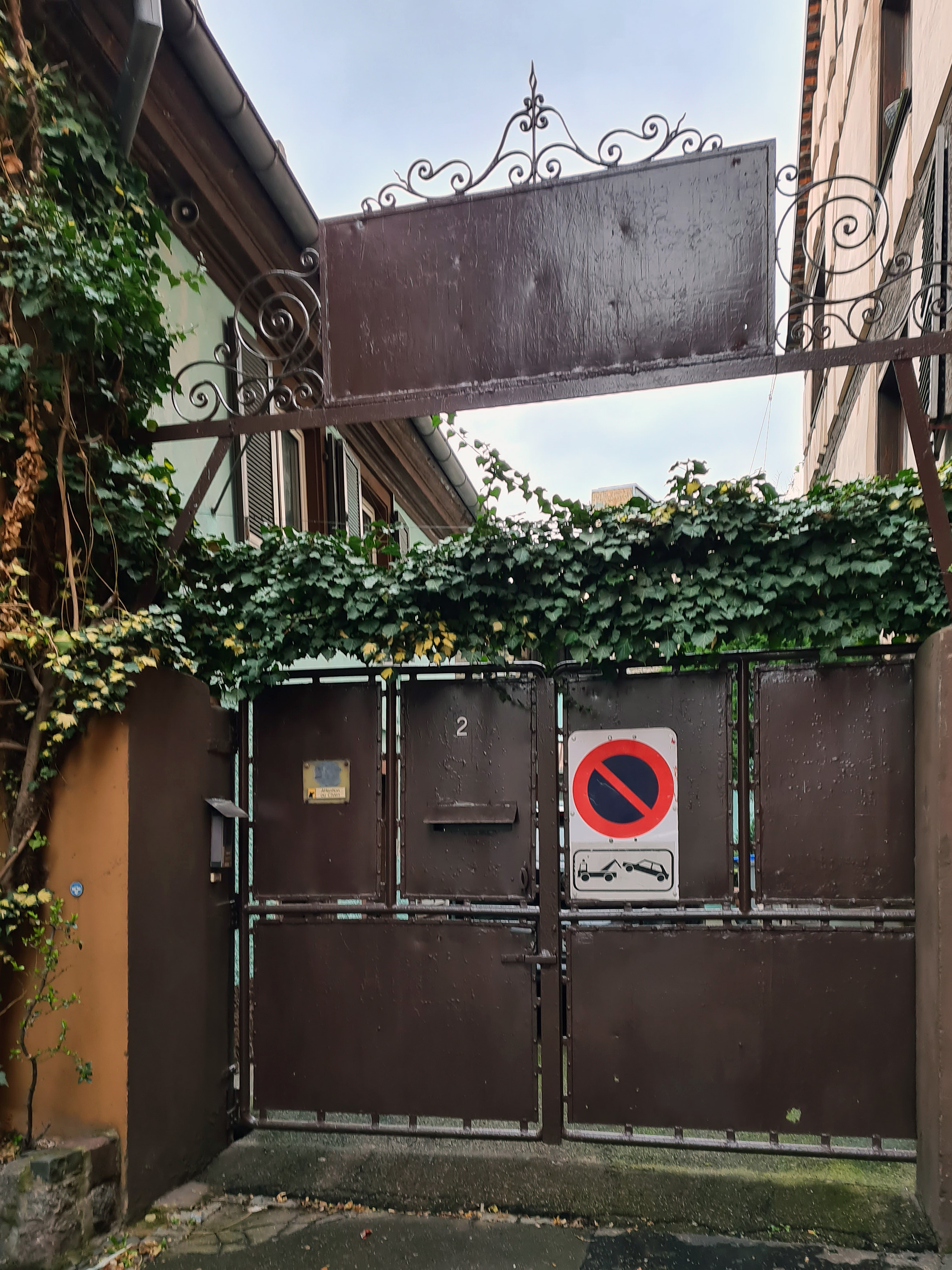
Le no 2, fermé par un portail.